# セレモン・バレガ
セレモン・バレガ・シャツアガ(英語：Selemon Barega Shirtaga)は、エチオピアの長距離選手。主に5000mと10000mを得意とする。2020年東京オリンピック10000メートルで金メダル、2019年ドーハ世界選手権男子5000メートルで銀メダルを獲得。

## 概要
彼は初出場となった2017年ロンドン世界選手権では男子5000mに出場し5位となった。
2016年の世界U20選手権では男子5000m、2017年の世界U18選手権では男子3000mでそれぞれ金メダルを獲得した。 
2019年ドーハ世界選手権では男子5000メートルに出場し、終始好走したが前回王者ムクター・エドリスのスパートに屈し銀メダルとなった。
2021年に開催された2020年東京オリンピックでは男子10000mに出場し、ラストのスパートで世界記録保持者ジョシュア・チェプテゲイとジャコブ・キプリモのウガンダ勢を振り切り金メダルを獲得した。

## 自己ベスト
- 5000m 12分43秒02 2018年 ブリュッセル(世界ジュニア記録)
- 10000m 26分44秒73 2022年 ヘンゲロ